# Kanton Toulon-4
Kanton Toulon-4 (fr. Canton de Toulon-4) je francouzský kanton v departementu Var v regionu Provence-Alpes-Côte d'Azur. Tvoří ho pouze část města Toulon.

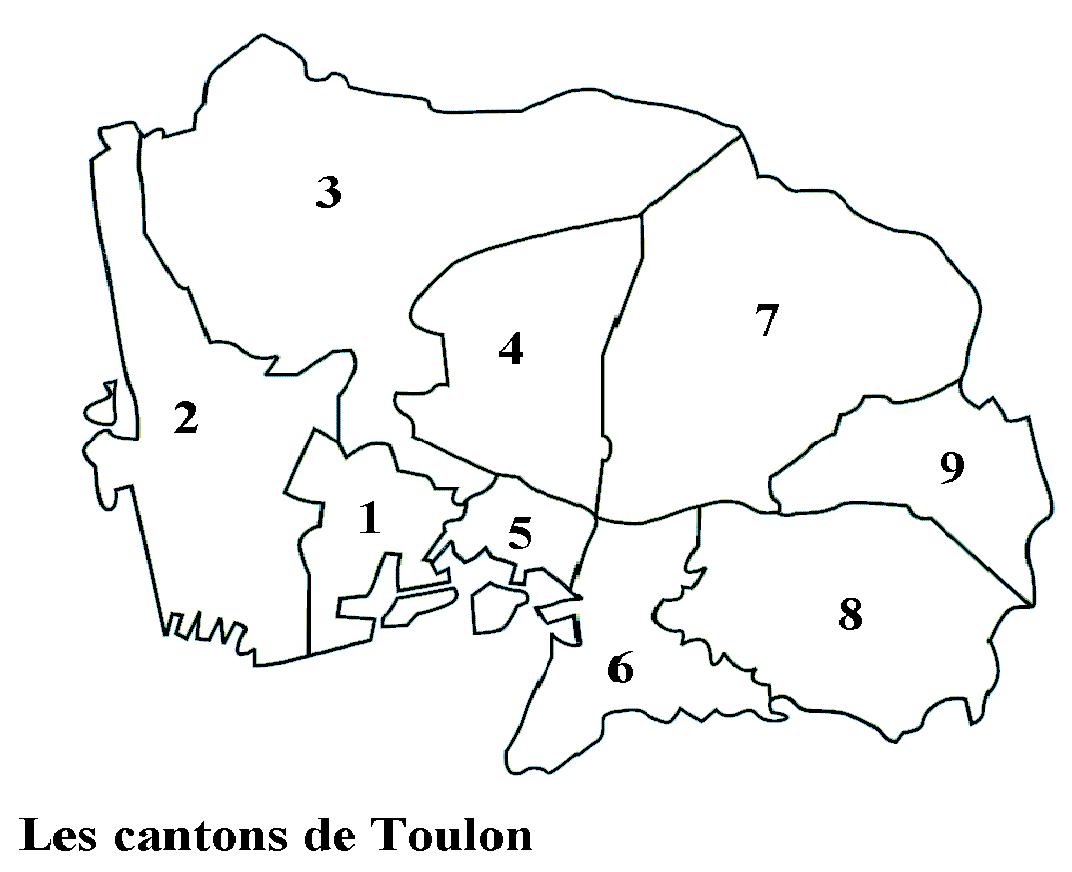
Uspořádání kantonů na mapě města Toulon